# Little Alchemy 2
Petita Alquemia 2 (títol original en anglès: Little Alchemy 2) és la segona edició del Little Alchemy 1. Ambdues són unes aplicacions de la distribuïdora Recloak, fetes per a dispositius mòbils. Actualment la segona edició té més de 5 milions de descàrregues i està disponible tant per a Android com per a iOS.
Aquest joc consisteix en la unió de diferents materials per tal crear-ne de nous. Es comença amb materials bàsics com: l'aigua, l'aire, la terra i el foc.
La finalitat del joc no és cap altre que mitjançant la fusió i/o combinació d'aquests materials inicials amb tots aquells que es creen de nou, arribar a objectes finals amb els quals ja no es poden ajuntar amb cap altre més.
El joc té un total de 720 ítems. A l'inici, l'avanç és ràpid, però a mesura que tens més materials es compliquen les coses degut a la quantitat de materials disponibles.